# Ian Hanmore
Ian Hanmore (Edimburgo, 24 marzo 1945) è un attore britannico.

## Carriera
Attore molto attivo nel teatro, si ricordano apparizioni televisive in serie come Doctor Who, Waking the Dead, Outlaws e The Fades. Nel 2012 appare nella seconda stagione de Il Trono di Spade nel ruolo di Pyat Pree. Ha interpretato il ruolo di Ruthven nel film Mary Queen of Scots nel 2013.

## Filmografia

### Cinema
- Postmortem, regia di Albert Pyun (1998)
- Women Talking Dirty, regia di Coky Giedroyc (1999)
- Magdalene (The Magdalene Sisters), regia di Peter Mullan (2002)
- Young Adam, regia di David Mackenzie (2003)
- Solid Air, regia di May Miles Thomas (2003)
- The Ticking Man, regia di Steven Lewis Simpson (2003)
- Retribution, regia di Steven Lewis Simpson (2005)
- Lady Henderson presenta (Mrs Henderson Presents), regia di Stephen Frears (2005)
- Non dire sì - L'amore sta per sorprenderti (The Best Man), regia di Stefan Schwartz (2005)
- 1921 - Il mistero di Rookford (The Awakening), regia di Nick Murphy (2011)
- Citadel, regia di Ciarán Foy (2012)
- Mary Queen of Scots, regia di Thomas Imbach (2013)
- Dungeons & Dragons - L'onore dei ladri, regia di Jonathan Goldstein e John Francis Daley (2023)
- In the Lost Lands, regia di Paul W. S. Anderson (2025)

### Televisione
- Split Second – film TV (1999)
- Donovan Quick – film TV (2000)
- Two Thousand Acres of Sky – serie TV, 2 episodi (2001)
- Gas Attack – film TV (2001)
- Terri McIntyre – serie TV, 1 episodio (2001)
- Monarch of the Glen – serie TV, 1 episodio (2001)
- The Book Group – serie TV, 2 episodi (2002)
- The Deal – film TV (2003)
- Outlaws – serie TV, 3 episodi (2004)
- No Angels – serie TV, 1 episodio (2005)
- Doctor Who – serie TV, 1 episodio (2006)
- Vital Signs – serie TV, 1 episodio (2006)
- Life on Mars - serie TV, 1 episodio (2007)
- Still Game – serie TV, 1 episodio (2007)
- Dear Green Place – serie TV, 1 episodio (2007)
- Shameless – serie TV, 1 episodio (2009)
- Waking the Dead – serie TV, 2 episodi (2011)
- The Fades – serie TV, 4 episodi (2011)
- Il Trono di Spade (Game of Thrones) – serie TV, stagione 2, 4 episodi (2012)
- The Game – miniserie TV, 1 episodio (2014)
- Outlander – serie TV, 1 episodio (2015)
- The Syndicate – serie TV, 3 episodi (2015)
- In Plain Sight – miniserie TV, 1 episodio (2016)
- Armchair Detectives – serie TV, 1 episodio (2017)
- Carnival Row – serie TV, 2 episodi (2019)